# Piemonte (croiseur)
Pour les autres navires du même nom, voir Piemonte.
Le Piemonte était un croiseur protégé unique en son genre, construit pour la Regia Marina (Marine royale italienne) dans les années 1880 par le chantier naval britannique Armstrong Whitworth. 
Il a été le premier grand navire de guerre entièrement armé de canons à tir rapide (QF) et le croiseur le plus rapide du monde à son achèvement en 1889. Le Piemonte a été fréquemment déployé outre-mer, notamment lors d'un long séjour dans les eaux de l'Asie orientale de 1901 à 1904. Il a participé à de nombreuses actions pendant la guerre italo-turque de 1911-12 en mer Rouge, où il a fréquemment bombardé des ports ottomans. Au cours de la bataille de Kunfuda en janvier 1912, le Piemonte et deux destroyers ont coulé quatre canonnières ottomanes et en ont forcé trois autres à s'échouer. Le Piemonte a participé à la Première Guerre mondiale, mais il a été peu utilisé pendant le conflit. Il est resté en service jusqu'en 1920, date à laquelle il a été mis au rebut.

## Conception
Premier projet de l'architecte naval Philips Watts nouvellement engagé par Armstrong Whitworth, le Piemonte était conçu comme une version améliorée du croiseur italien Dogali. Le navire a été construit comme une action spéculative et a été acheté par l'Italie le 30 juillet 1888 pour une livraison dans six mois. Son armement prévu consistait en deux canons de 8 pouces (203 mm) et quatre canons de 6 pouces (152 mm), tous à chargement par la culasse, mais les Italiens ont insisté pour qu'il soit équipé de six canons QF de 6 pouces. Les changements apportés aux magasins et l'ajout de grands sponsons pour accueillir les canons QF ont considérablement retardé son achèvement. Le Piémont a été le premier grand navire de guerre à être armé de canons de moyen calibre à tir rapide ; ces armes deviendront l'armement standard des croiseurs dans les années 1890.

### Caractéristiques générales

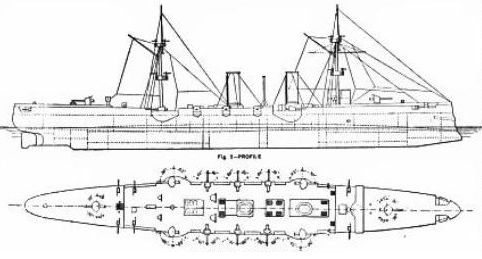
Dessin au trait du Piemonte

Le Piemonte mesurait 94,5 m entre perpendiculaires (Lpp), avec une largeur de 11,6 m. Il avait un tirant d'eau moyen de 4,6 m et un déplacement de 2 473 tonnes longues (2 513 t standard). Le navire avait un équipage de 12 officiers et 245 membres de l'équipage. Le Piemonte était équipé de deux mâts militaires lourds et avait un double fond partiel. Les grands sponsons (Extension sur le flanc d’un navire, portant un canon) s'étendaient jusqu'à environ 305 mm de l'eau et se sont avérés très humides en service. Il s'est avéré être plutôt surarmé pour sa taille et son franc-bord n'était que de 2,51 m à charge normale et de 2,06 m à charge profonde,.
Le navire était propulsé par deux moteurs à vapeur "Humphrys, Tennant" verticaux à triple expansion de 4 cylindres, chacun entraînant un arbre d'hélice. La course de ses moteurs était de 690 mm et les alésages de leurs cylindres étaient de 910 mm, 1 400 mm et 1 500 mm. Le cylindre basse pression des moteurs du Piemonte était divisé en deux pour un fonctionnement plus doux et il était le premier navire de guerre ainsi équipé. La vapeur pour les moteurs était fournie par quatre chaudières marines Scotch à double extrémité à une pression de 155 psi (1 069 kPa ; 11 kgf/cm2) et leurs échappements étaient canalisés dans une paire de cheminées au milieu du navire. Conçus pour une puissance maximale de 12 000 chevaux-vapeur (8 900 kW), ses moteurs produisaient 7 040 chevaux-vapeur (5 250 kW), en utilisant le tirant d'eau naturel, et donnaient au navire une vitesse de 20,4 nœuds (37,8 km/h) lors de ses essais en mer en mai 1889. L'utilisation du tirant d'eau forcé a augmenté la puissance de ses moteurs à 12 600 CV (9 400 kW) et sa vitesse à 22,3 nœuds (41,3 km/h). Cela en faisait le croiseur le plus rapide du monde,. Le navire embarquait normalement un total de 200 tonnes longues (203 t) de charbon, mais pouvait transporter un maximum de 600 tonnes longues (610 t). Le Piemonte avait un rayon de croisière d'environ 7 000 milles nautiques (13 000 km) à une vitesse de 10 nœuds (19 km/h). À pleine vitesse, il pouvait parcourir 1 950 milles nautiques (3 610 km).

### Armement
Le Piemonte était armé d'une batterie principale de six canons de 15 cm/40 montés sur des affûts simples. Un canon était placé à l'avant et un à l'arrière, avec deux canons sur chaque flanc à la hauteur des mâts. Ces canons étaient montés sur des sponsons pour permettre un tir direct en avant et en arrière. Ils étaient soutenus par une batterie secondaire de six canons de 12 cm/40 montés sur des supports simples, trois de chaque côté entre les canons de 15 cm. Les armes légères comprenaient dix canons Hotchkiss de 57 mm, six canons Hotchkiss 37 mmL/20 de 1 livre et quatre mitrailleuses Maxim de 10 mm. Quatre des canons de 1 livre et toutes les mitrailleuses étaient montés dans les mâts militaires. Il était également équipé de tubes lance-torpilles de 356 mm. L'un d'eux était monté à la proue et les deux autres sur le flanc large dans des supports rotatifs, tous au-dessus de l'eau.
La protection blindée consistait en un pont incliné dont l'épaisseur variait de 25 mm sur le plat et de 51 à 76 mm sur les pentes. Le blindage de la tour de contrôle était constitué d'un placage d'acier de 76 mm. Les canons de son armement principal et secondaire étaient protégés par des boucliers de 110 mm d'épaisseur.

## Historique de service

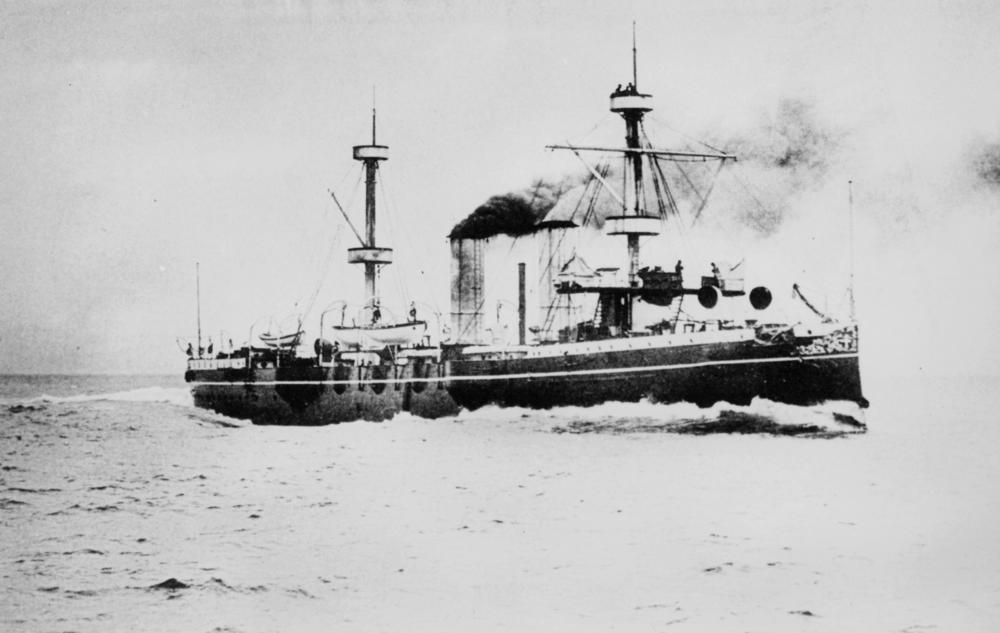
Le Piemonte se déplaçant à grande vitesse dans sa configuration originale.

Le Piemonte a été construit par le chantier naval britannique Armstrong Whitworth à Elswick. Sa quille a été posée en 1887 et il a été lancé le 23 août 1888. Après avoir terminé les travaux d'aménagement, le nouveau croiseur est achevé le 8 septembre 1889 et livré à la  Regia Marina. En 1890, le Piemonte participe aux manœuvres annuelles de la flotte au sein du premier escadron, avec le cuirassé Lepanto, le Dogali et plusieurs torpilleurs. Les exercices ont été menés dans la mer Tyrrhénienne, où le premier escadron a été chargé de se défendre contre une escadre "hostile" qui attaquait. En 1891, la marine italienne a déterminé que l'armement du Piemonte était trop lourd, et donc les quatre canons de 6 pouces à large bord ont été remplacés par des canons plus légers de 4,7 pouces, et leurs sponsons ont été retirés. En outre, les lourds mâts militaires ont été remplacés par des mâts légers. Au cours des années suivantes, le navire a servi en mer Rouge et dans l'océan Indien en plus de la Méditerranée. Au milieu de l'année 1896, la violence contre les Italiens au Brésil a incité le gouvernement italien à envoyer le Piemonte en mission pour garantir les intérêts des ressortissants italiens dans le pays. Cette tentative de diplomatie de la canonnière a permis d'obtenir des excuses officielles du gouvernement brésilien, ainsi qu'un arrangement pour que les ambassadeurs des États-Unis et de l'Allemagne statuent sur les demandes de dommages et intérêts des Italiens.
À la fin de 1901, le Piemonte a été affecté à la station de l'Asie de l'Est après une modernisation d'un an. Il a traversé le canal de Suez et la mer Rouge et s'est arrêté pour charbonner dans l'Aden britannique alors qu'il faisait route vers les eaux asiatiques. En septembre 1902, il était à Nagasaki, au Japon, avec le croiseur italien Lombardia . Le Piemonte a rencontré le croiseur britannique HMS Talbot dans la colonie britannique de Weihaiwei. Un groupe d'officiers et d'hommes du Piemonte a visité le navire britannique le 28 juillet. Cette année-là, le croiseur blindé Vettor Pisani et le croiseur protégé Elba l'ont rejoint. L'année suivante, le croiseur blindé Marco Polo et le croiseur protégé Puglia devaient remplacer respectivement le Vettor Pisani et le Piemonte, mais en raison du déclenchement de la guerre russo-japonaise le 8 février 1904, le Piemonte est resté dans la région,. Le 24 février, le Piemonte est arrivé à Séoul et a débarqué un contingent d'infanterie pour renforcer les gardes de l'ambassade italienne. Le Piemonte a finalement été rappelé en Italie en avril ; il s'est arrêté à Singapour le 22 avril pour faire du charbon, et est reparti deux jours plus tard pour sa base.
En 1908, le Piemonte avait été affecté comme amiral de la flottille de torpilleurs de la flotte principale, qui se composait de dix-sept destroyers et de cinquante torpilleurs de première et de deuxième classe. En août de cette année-là, le Piemonte a participé aux manœuvres annuelles d'été de la flotte italienne. Il était affecté à un escadron et avait pour mission de se défendre contre une flotte adverse qui tentait de forcer un débarquement amphibie. Les manœuvres ont été conçues sur le modèle d'une guerre potentielle avec l'Autriche-Hongrie, l'alliée nominale de l'Italie, et le fait que les forces relatives des deux escadrons reflétaient les marines italiennes et austro-hongroises n'a pas échappé aux analystes de Vienne. Les manœuvres se sont terminées par une revue de la flotte le 18 octobre. Le "Piemonte" a ensuite été déployé en 1909 en Extrême-Orient.

### Guerre italo-turque

Carte de la mer Rouge, où la Piemonte a opéré pendant la guerre

Au début de la guerre italo-turque en septembre 1911, le Piemonte est stationné en mer Rouge avec quatre autres croiseurs. En décembre, le Piemonte et les autres croiseurs ont patrouillé les ports ottomans de la mer Rouge à la recherche de navires qui pourraient se préparer à transporter une force d'invasion à travers la mer étroite vers l'Érythrée italienne. Les hostilités ont été temporairement interrompues pendant que le roi britannique George V traversait la mer Rouge après la cérémonie de son couronnement en Inde - le cessez-le-feu a duré jusqu'au 26 novembre.
Au début de 1912, la flotte italienne de la mer Rouge a recherché un groupe de sept canonnières ottomanes dont on pensait qu'elles préparaient une attaque contre l'Érythrée, mais elles étaient en fait immobilisées en raison d'un manque de charbon. Le Piemonte et les destroyers Artigliere et Garibaldino recherchent les canonnières tandis que les croiseurs Calabria et Puglia effectuent des bombardements de diversion contre Jebl Tahr, et Al Luḩayyah. Le 7 janvier, ils ont trouvé les canonnières et en ont rapidement coulé quatre dans la bataille de la baie de Kunfuda; les trois autres ont été forcés de s'échouer sur la plage pour éviter de couler également. Le lendemain, les navires de guerre italiens ont envoyé une équipe à terre pour détruire les canonnières échouées.
Le Piemonte et le reste des navires italiens sont retournés bombarder les ports turcs en mer Rouge avant de déclarer un blocus de la ville d'Al Hudaydah le 26 janvier. Le Piemonte a accidentellement endommagé le chemin de fer qui était en train d'être construit par une société française lorsqu'il a bombardé le port de Djebana. En conséquence, la société française a poursuivi le gouvernement italien pour la somme de 200 000 lires. En avril, le Piemonte sert de navire-amiral de l'escadron italien en mer Rouge. Le 27 juillet et le 12 août, le Piemonte, les croiseurs torpilleurs Caprera et Aretusa effectuent deux bombardements d'Al Hudaydah. Au cours de l'attaque du 12 août, ils ont détruit un dépôt de munitions ottoman. Le Piemonte quitte ensuite la mer Rouge avec quatre destroyers. Les Ottomans ont finalement accepté de se rendre en octobre, mettant ainsi fin à la guerre.

### Carrière ultérieure
Le lieutenant Alessandro Guidoni a proposé en 1912 de transformer le Piemonte en porte-avions capable d'utiliser des hydravions et des avions à roues fixes. Son projet de reconstruction prévoyait l'érection d'un pont d'envol incliné sur la moitié arrière du navire, suffisamment haut pour dégager les cheminées du navire. La Regia Marina n'était pas intéressée par l'exploitation d'avions à roues en mer et l'idée n'a donc pas été poursuivie. En 1913, les deux derniers canons de 6 pouces du navire ont été remplacés par des canons de 4,7 pouces dans une autre tentative d'alléger le navire.
Lorsque l'Italie entre dans la Première Guerre mondiale le 23 mai 1915, le Piemonte est basé à Brindisi et est affecté à la IIeflotte, qui comprend les cuirassés pré-dreadnought de classe Regina Elena et Regina Margherita et les croiseurs blindés de classe Pisa et San Giorgio. Le principal adversaire naval pendant toute la durée de la guerre était la marine austro-hongroise ; le chef d'état-major de la marine, l'amiral Paolo Thaon di Revel, planifie un blocus à distance avec la flotte de combat, tandis que des navires plus petits, comme les bateaux MAS, effectuent des raids. Les navires lourds de la flotte italienne seraient préservés pour une éventuelle bataille majeure au cas où la flotte austro-hongroise sortirait de ses bases. Par conséquent, les activités du navire pendant la guerre ont été limitées et il a passé une grande partie de celle-ci basé à Salonique, en Grèce, dans le cadre de l'escadron anglo-français du Levant. Les plans visant à l'utiliser pour des essais de torpillage après la guerre n'ont pas abouti et le Piemonte a été rayé de la liste de la Marine le 15 mai 1920 et démantelé peu après.